# 3 frimaire
3 brumaire 3 nivôse
Le tridi 3 frimaire, officiellement dénommé jour de la chicorée, est le 63e jour de l'année du calendrier républicain.
C'était généralement le 23e jour du mois de novembre dans le calendrier grégorien.